# سفارة اليونان في فرنسا
سفارة اليونان في فرنسا هي أرفع تمثيل دبلوماسي لدولة اليونان لدى فرنسا. تقع السفارة في باريس وهي تهدف لتعزيز المصالح اليونانية في فرنسا.

## وصلات خارجية
- الموقع الرسمي
- قائمة سفارات اليونان
- قائمة السفارات في فرنسا